# Georg Hiller (Unternehmer, 1874)
Georg Hiller (* 1874; † 1960 in Bad Rehburg) war ein deutscher Unternehmer und Sachbuchautor. Er gründete 1901 zusammen mit seinem Bruder Hans das Natura-Werk Gebr. Hiller in Hannover, und gilt als Pionier der Reformbewegung.

## Geschichte

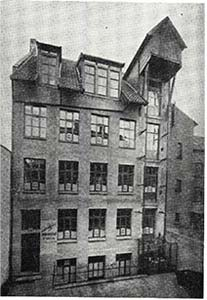
Das ehemalige Werksgebäude in der Hinüberstraße 6, um 1901

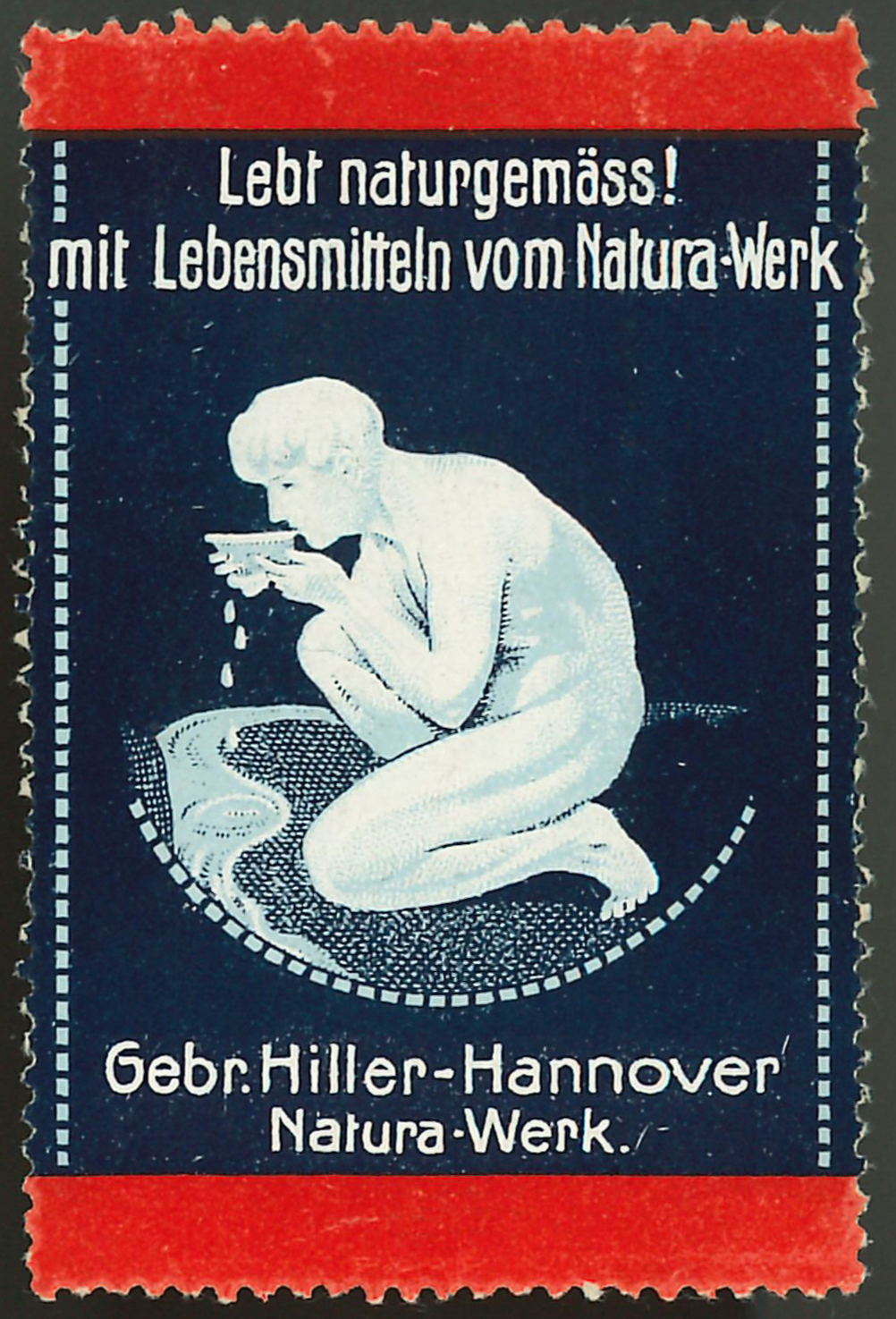
„Lebt naturgemäß! Mit Lebensmitteln vom Natura-Werk“;
Reklamemarke mit dem Logo der Gebr. Hiller, um 1920

Georg Hiller war während seiner Dienstzeit als Soldat des Deutschen Kaiserreichs an Tuberkulose erkrankt. 1900 wurde er von dem untersuchenden Arzt seiner Garnison als „unheilbar“ aus dem Militärdienst entlassen. In der Folge wandte sich Hiller als einer der ersten Patienten an den Schweizer Arzt Max Bircher-Benner. Nach strenger Befolgung der verschriebenen naturgemäßen Ernährungs- wie auch Lebensweise genaß Hiller bereits nach drei Monaten vollständig.
1901 gründete er in Hannover zusammen mit seinem Bruder Hans das Natura-Werk. am 28. Dezember 1901. Einziger Unternehmenszweck der Gebrüder, beide Anhänger der damals unter dem Motto „Aus dem Wissen um die Notwendigkeit einer Ernährungsreform“ aufkommenden sogenannten Lebensreform: Belieferung der 16 seinerzeit in Deutschland existierenden Reformhäuser. Kurz nach der Unternehmensgründung trat ihr Schwager Josef Zgorzalewicz in die Geschäftsführung ein.
1908 kam Hillers Sohn Georg Hiller junior zur Welt, der später das Familienunternehmen weiterführte.

## Schriften
- Ins Paradies dauernder Gesundheit und glücklichen Alters, Bad Rehburg: Hiller, [circa 1910]
- Die Kunst eines sorgenfreien und langen Lebens. Ein Wegweiser für Arm und Reich, für Gesunde und Kranke, Hannover: Hiller Reformverlag, [circa 1910]
- Die Blutarmut und Nervosität, Hannover: Verlag für Reform, [circa 1910]
- Eine Gesundheitslehre. Was Wenige wissen, Hannover: Hiller, [1915]
- Die Kriegskost – für die Gesundheit. Ein Kriegsruf an das deutsche Gewissen, Hannover: Selbstverlag, [um 1915]
- Helfet den Kriegern! Ein Kapitel über „Liebesgaben“ (= Kriegsflugblatt, Nr. 1), Hannover: Hiller, [1915]; Online-Ausgabe
- Wie ernähren wir uns im Kriege? (= Kriegsflugblatt, Nr. 2), Hannover: Hiller, [1915]; Digitalisat
- Wir verhungern nicht! Kriegs-Ratschläge an Stadt und Land, zugleich eine Glücks- und Gesundheitslehre (= Volksbibliothek für Stadt und Land, Band [1]), Hannover: Gebrüder Hiller, 1917
- So halten wir durch. Kriegsratschläge, Hannover: Hiller, 1917
- Natura-Speisebuch, 32 Seiten (in Frakturschrift), Hannover: Verlag Natura-Werk Gebr. Hiller, [ca. 1920]
- Das Tee-Paradies. Eine Plauderei über Lebenskunst, Bad Rehburg: G. Hiller, [um 1930]
- Paradies-Speisebuch. Fortsetzung der Schrift „Ins Paradies dauernder Gesundheit und glücklichen Alters“, Hiller Verlag Bad Rehburg, [ohne Jahr]
- Deine Ernährung – deine Gesundheit!, Bad Rehburg (Bezirk Hannover): Hiller, 1959
- Mein Geheimnis alt zu werden und jung zu bleiben, 8. Auflage, Jubiläumsausgabe, Bad Rehburg, Hiller-Verlag, [circa 1960]